# 國姓交流道
國姓交流道為臺灣國道六號的交流道，位於臺灣南投縣國姓鄉，指標為17k，在2009年12月22日啟用。交流道為喇叭型，橋柱平均高度55公尺，最高達68.1公尺，是臺灣第二高的橋柱，次於霧台谷川大橋。
2011年獲「網際網路評選公路8景」選為「高、快速公路」八景之一。曾經在2018年競爭力網路科技公司舉辦的網路投票中被選為“最高交流道”。
|                  | 17 國姓 |  | 國姓 |
| 九份二山地震園區 | 17 國姓 |  |      |
| 惠蓀林場         | 17 國姓 |  |      |

## 資料來源
1. ↑  . 交通部臺灣區國道高速公路局.   [2014-09-02]. （原始内容存档于2019-05-17） （中文（臺灣））.
2. ↑  .   [2017-12-20]. （原始内容存档于2017-12-22）.
3. ↑  .   [2015-07-25]. （原始内容存档于2015-07-25）.
4. ↑  . 交通部臺灣區國道高速公路局.   [2014-09-02]. （原始内容存档于2019-05-17） （中文（臺灣））.
5. ↑  最美交流道票選 關西交流道奪冠 （页面存档备份，存于），2018-04-03，TVBS

## 外部連結
- 國道六號國姓交流道示意圖 （页面存档备份，存于）（交通部高速公路局）